# أحمد باناجة
أحمد أفندي بن عبد الرحمن باناجة كان تاجرا حجازيا من عائلة باناجة المعروفة بالتجارة في المملكة العربية السعودية.
كان عمه عبد الله باشا باناجة شهبندر تجار الحجاز، وقد كان تاجر جوهرات، كما كان أبوه تاجرا وله شركته، انفصل عن أبيه وشركته واستقل بعمله، وكان يدير أعمال الشريف قبل الثورة العربية الكبرى، وكذلك أدار أعمال عمه بعد الثورة بعد أن هاجر إلى مصر.
وفي العهد الهاشمي عينه الشريف الحسين بن علي وكيلا للمالية في الحكومة العربية الحجازية بتاريخ 7 محرم 1335هـ.